# Schloss Seggau
Schloss Seggau liegt im Ort Seggauberg in der Stadtgemeinde Leibnitz in der Südsteiermark in Österreich. 

## Geographische Lage
Die Schlossanlage steht auf einem bewaldeten Hügel über der Stadt Leibnitz. Die Sulm umfließt dabei den Seggauberg in einer Schleife und trennt ihn vom nördlich gelegenen Kreuzkogel. Unweit des Schlosses liegen der Wallfahrtsort Frauenberg auf einer Kuppe und der Sulmsee. Vom Hügelkamm aus ist eine sehr gute Aussicht ins Sulmtal und über die Murebene bis nach Slowenien und zu den Karawanken möglich.

## Geschichte

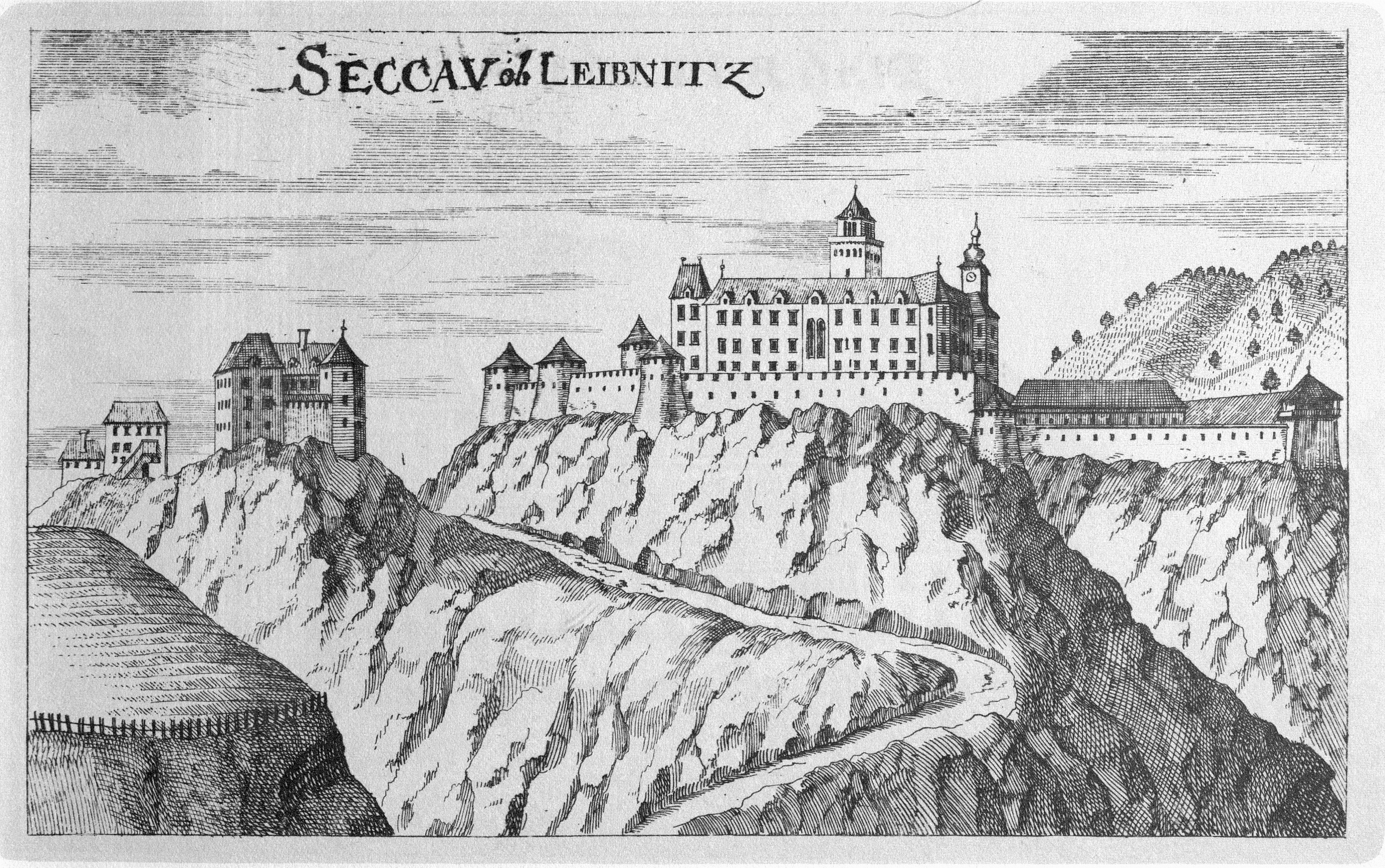
Vischer-Stich aus 1681

Die Geschichte der Umgebung des Schlosses reicht bis in die Zeit der Kelten und Römer zurück, wovon ein Lapidarium Zeugnis ablegt. Das Gebiet selbst befand sich ab 860 im Besitz des Erzbistums Salzburg, das Oberschloss wurde von den Salzburger Erzbischöfen im 12. Jahrhundert als Missions- und Verwaltungsbastion zur Kolonialisierung der südlichen Steiermark erbaut und ab 1218 von den Bischöfen von Seckau erweitert. 
Im Lauf der Zeit entwickelten sich drei unabhängige Burgen und Schlösser nebeneinander: erstens die Burg Leibnitz, im Besitz der Salzburger Erzbischöfe und heute der romanische Hauptbau; zweitens die Burg der Bischöfe von Seckau, etwas tiefer als das Oberschloss gelegen; und drittens das etwas abseits gelegene Schloss Polheim,
ein Sitz von Salzburger Ministerialen und Burggrafen. Die Seckauer Burg war von der Salzburger Burg durch eine Mauer getrennt, die Besitzverhältnisse gestalteten sich als schwierig. Im Gerichtstrakt des Hochschlosses war schließlich der Amtssitz des Landgerichtes untergebracht.
Die Burgen wurden nach Verwüstungen im Ungarnkrieg 1479 durch Artilleriebeschuss später von den Osmanen während der Türkenkriege nicht belagert. Zur Verbesserung des Schutzes wurden daraufhin ein Zwinger und Artilleriebasteien errichtet. Der Wirtschaftshof erhielt durch Ausbau den Status einer Vorburg. Während die Türken 1529 die Stadt Leibnitz brandschatzten, blieb die Seggauer Burg verschont.
Im Jahr 1595 kamen unter dem Salzburger Erzbischof Wolf Dietrich von Raitenau alle drei Schlösser in den Besitz des Bistums Seckau. Daraufhin wurde unter Bischof Martin Brenner die Burg Leibnitz mit der Burg der Bischöfe von Seckau verbunden, die Trennmauer abgebrochen und eine gemeinsame Außenmauer errichtet. Sein heutiges Aussehen erhielt das Schloss nach vielen Umbauten unter Bischof Johann Ernst Graf von Thun in der zweiten Hälfte des 17. Jahrhunderts. 1664 errichtete Baumeister Antonio Solari die Arkadengänge. Nachdem Graz ab 1786 Hauptsitz der Seckauer Bischöfe geworden war, blieb Schloss Seggau bis ins 20. Jahrhundert Sommerresidenz der Bischöfe. Von der obersteirischen Abtei Seckau leitet sich auch der Name des Schlosses in der heutigen Schreibung seit dem 19. Jahrhundert ab. „Seggau“ ist eine alternative Schreibweise zu „Seckau“. Während des Zweiten Weltkriegs arbeiteten 34 Zwangsarbeiter im kirchlichen Gutsbetrieb.
Heute birgt das Schloss, das nach dem Zweiten Weltkrieg als reines landwirtschaftliches Gut nicht mehr funktionierte und unrentabel geworden war, ein modernes Kongress-, Tagungs- und Seminarzentrum, ein Hotel, einen 300-jährigen Weinkeller mit Verkostungsmöglichkeit und eine Schlosstaverne.

## Architektur und Gestaltung

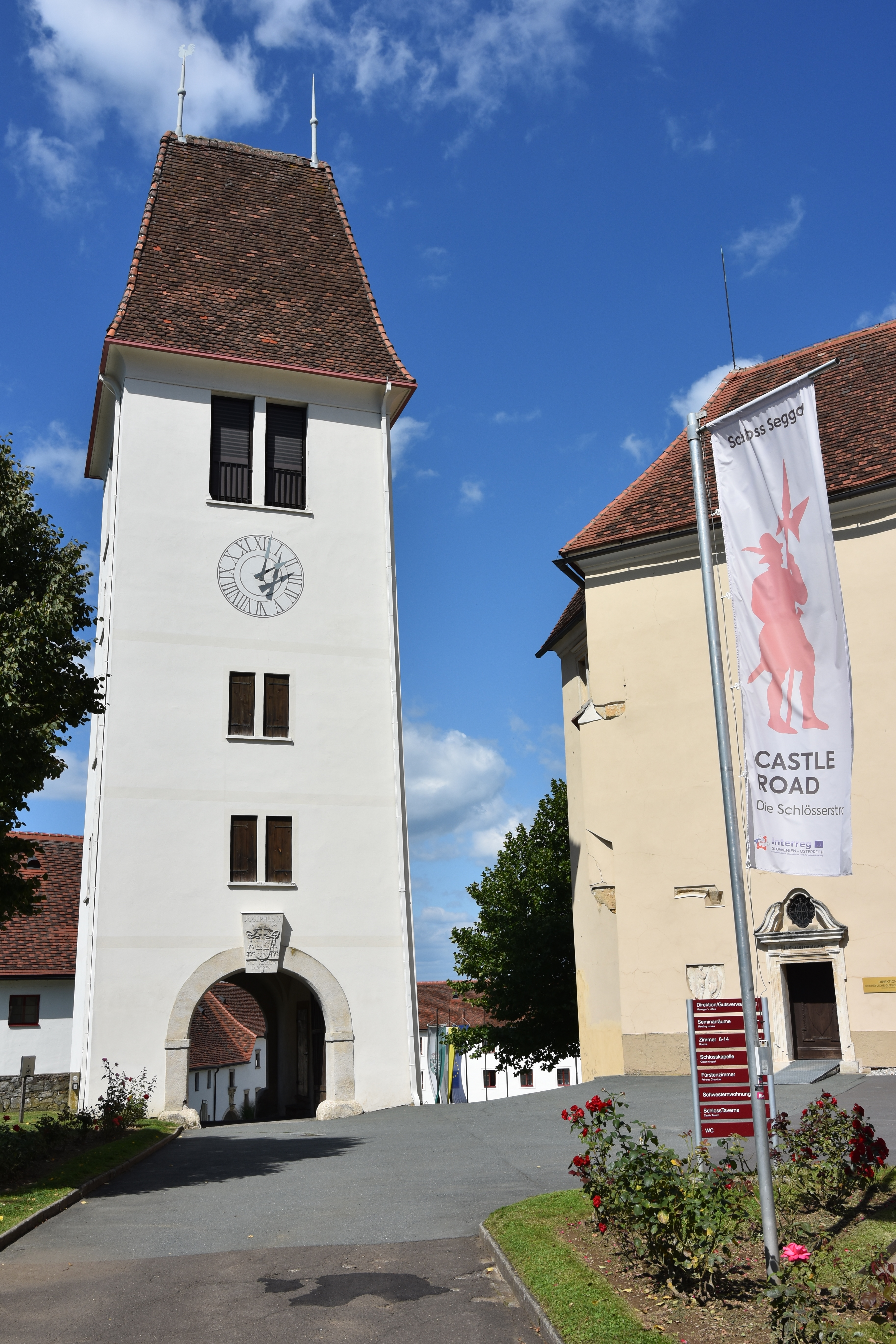
Uhrturm

### Vizedomhaus und Gerichtstrakt
Um den Schlosshof des Hochschlosses herum sind von Nordosten bis Südosten die meist dreigeschoßigen Bauten des Gerichtstrakts und des Vizedomhauses angeordnet. Der Gerichtstrakt hat einen gotischen Kern, innen ist er an der Nordostecke mit 1491 datiert. Hofseitig und im Innengang sind zahlreiche spätrömische Steindenkmäler (2. und 3. Jhdt.) eingemauert, die bei dem 1815 und 1831 erfolgten Abbruch des Alten Turmes, der vor dem Trakt gelegen war, zutage kamen. Die besser erhaltenen Stücke befinden sich im Lapidarium des Universalmuseum Joanneum in Graz-Eggenberg. Vor allem für die römische Provinz Noricum typische Rundmedaillons von Ehepaaren und Szenen aus diversen antiken Sagen sind zu sehen.

### Wirtschaftshof

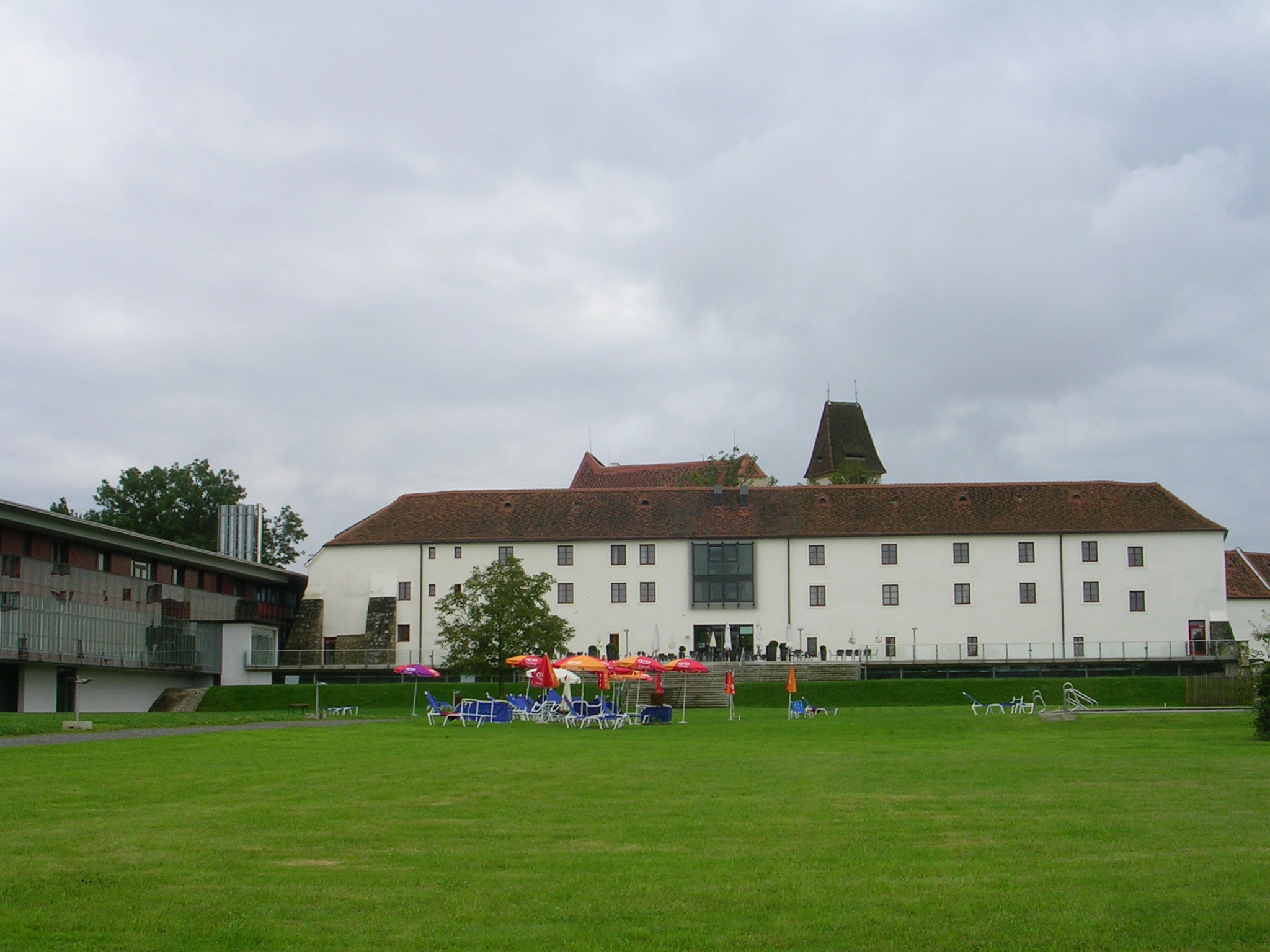
Wirtschaftshof mit Zubauten

Der Wirtschaftshof ist eine an drei Seiten geschlossene Anlage aus dem 16. Jahrhundert. Ein einheitlicher Ausbau erfolgte 1682 unter Baumeister Jakob Schmerlaib. Das Haupttor im Westen des Gebäudes führt in den Innenhof; vor dem Durchgang steht eine Johannes-Nepomuk-Statue aus 1729, die Wappensteine des äußeren Torbogens sind aus 1560, die des inneren aus 1561.
Zwischen 1955 und 1960 wurde der Wirtschaftshof in ein Bildungshaus umgebaut, mittlerweile befinden sich in den Räumlichkeiten ein Konferenzzentrum und ein Hotel. Ein moderner Anbau beherbergt Hotelzimmer und Speiseräumlichkeiten. Im Norden, am anderen Ende des Schlossgartens, steht die langgestreckte Gartenhalle (Orangerie) mit ihren 13 Bögen, unter der sich der Weinkeller befindet.
Im Nordflügel des Wirtschaftshofs befand sich bis 2001 die St. Michael-Kapelle, die 1961 geweiht wurde. Die Betonglasfenster (1959) mit Darstellungen aus der Johannesapokalypse stammen von Alfred Wickenburg. Der Bildhauer Alexander Silveri schuf das Gusseisenkruzifix und die Madonnenstatue (1961). Im Zuge der Generalsanierung wurde 2004 eine neue Michaelskapelle im Brennertrakt des Schlosses (ehemaliges Zeughaus) errichtet. 2005 konsekrierte Bischof Egon Kapellari den neuen Steinaltar aus Eklogit und weihte die Kapelle. Sowohl die Betonglasfenster von Wickenburg als auch die beiden Skulpturen von Silveri wurden in die neugestaltete Kapelle übernommen. Seit dieser Zeit befinden sich hier auch eine Michaelsdarstellung des steirischen Künstlers Gerald Brettschuh und ein lebensfrohes Bild des aus Klagenfurt stammenden österreichischen Künstlers Wolfgang Hollegha. 
An den Wirtschaftshof grenzt das ehemalige Zeughaus (heute Brennertrakt) aus 1586, das Ende des 17. Jahrhunderts umgestaltet wurde. Zwischen Wirtschaftshof und Hochschloss steht frei der markante Uhrturm mit einer Durchfahrt zum Schlosshof. Dieses Gebäude wurde mehrfach erneuert, 1964 um ein Geschoß erhöht und mit einem Keildach versehen. Der nicht öffentlich zugängliche Turm beherbergt ein Läutwerk mit drei Glocken (1385, 1587 und 1688), das allerdings außer Betrieb ist.

### Schloss Polheim

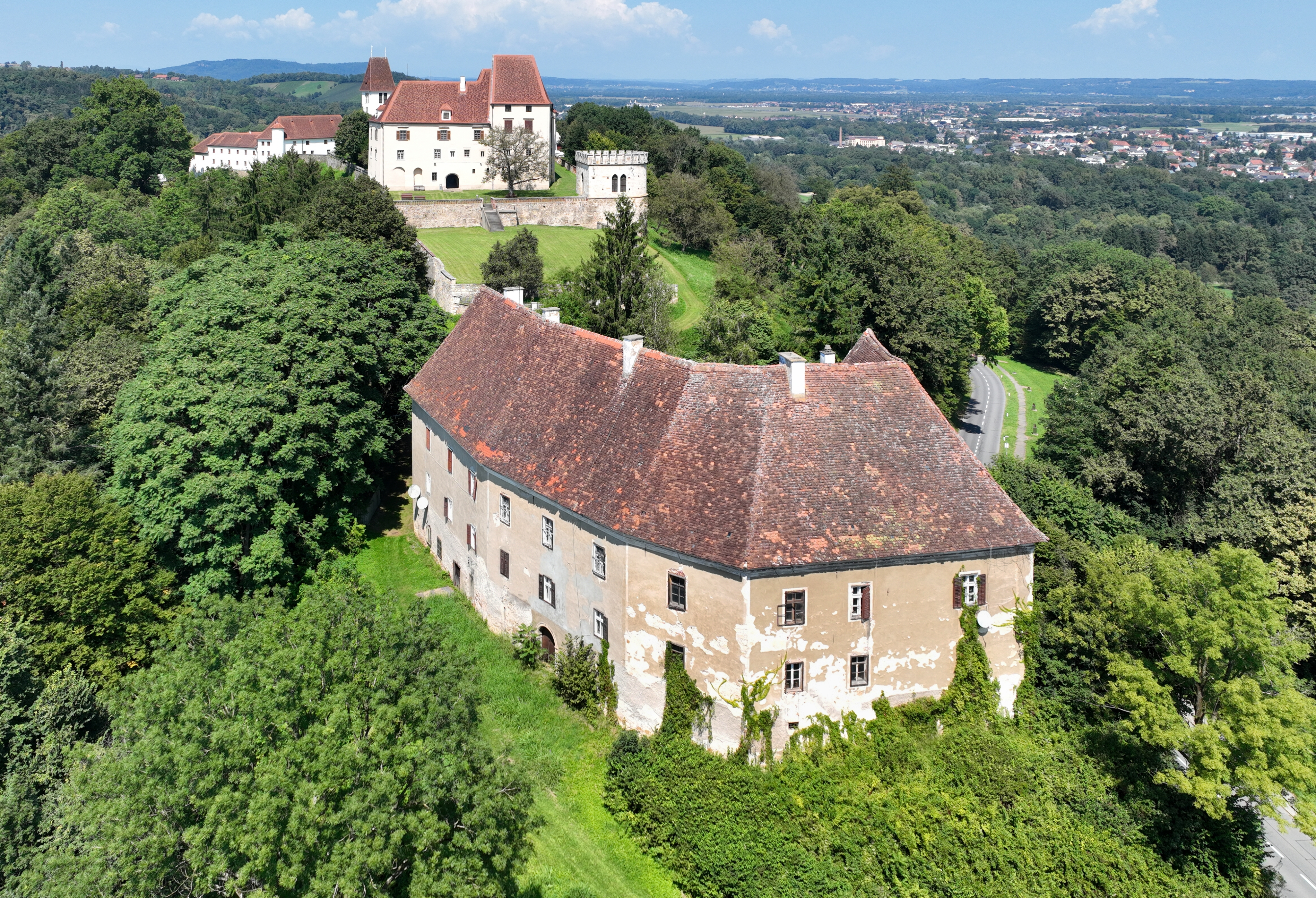
Schloss Polheim

Etwas tiefer im Gelände als das Oberschloss und der Wirtschaftshof und abseits der Gesamtanlage liegt das Schloss Polheim. Das Schloss, das heute nicht in seiner Ursprungsgestalt erhalten ist, diente als Vorburg zur Sicherung des Zufahrtsweges. Der hakenförmige Spätrenaissancebau war bis 1369 Ansitz der Herren von Leibnitz, bis 1575 jener der von Polheim. Er stammt aus der Mitte des 16. Jahrhunderts und hat zweigeschoßige Arkaden sowie Säulen im Erdgeschoß mit ionischen Kapitellen. Das einfache Portal ist mit einem Wappen Bischofs Rudolf Josef Graf Thuns geschmückt. 1693 wurde ein großer Teil des Schlosses abgetragen.
Schloss Polheim steht zwar unter Denkmalschutz, sein Zustand ist aber im Vergleich zur restlichen Schlossanlage schlecht.

## Sehenswürdigkeiten
- Die barocken Fürstenzimmer im zweiten Obergeschoß waren fürstbischöfliche Repräsentationszimmer, die heute noch erhalten sind. Sie sind nur im Rahmen von Führungen zugänglich. Restaurierung 2005.
- Ein über 300 Jahre alter freistehender barocker Gewölbe-Weinkeller mit großen Holzfässern. Er ist einer der größten und ältesten Weinkeller Europas und wird heute für Weinverkauf, Weinverkostungen und Veranstaltungen genutzt. Er ist zu den Öffnungszeiten frei zugänglich.
- Die Schlosskapelle im Oberschloss (Restaurierung 2010) und die moderne Michaelskapelle im Brennertrakt (Altar von Bischof Egon Kapellari am 17. Juni 2005 feierlich konsekriert).
- Das 1831 errichtete Lapidarium (eingemauerte römische Steine – größtenteils Grabsteine).
- Die 1688 von Florentin Streckfuß gegossene Seggauer Liesl, die größte historische Glocke der Steiermark. Es ist eine große Glocke (2 m Durchmesser), die zu ebener Erde im Bastionsturm auf der Südseite des Schlosses im Rahmen von Führungen besichtigt werden kann, sowie sonn- und feiertags von vier starken Frauen/Männern um 12.00 Uhr händisch geläutet wird.
- Der Dreifaltigkeitsbrunnen (1995 von Fred Höfler gestaltet) im unteren Schlosshof.

## Galerie

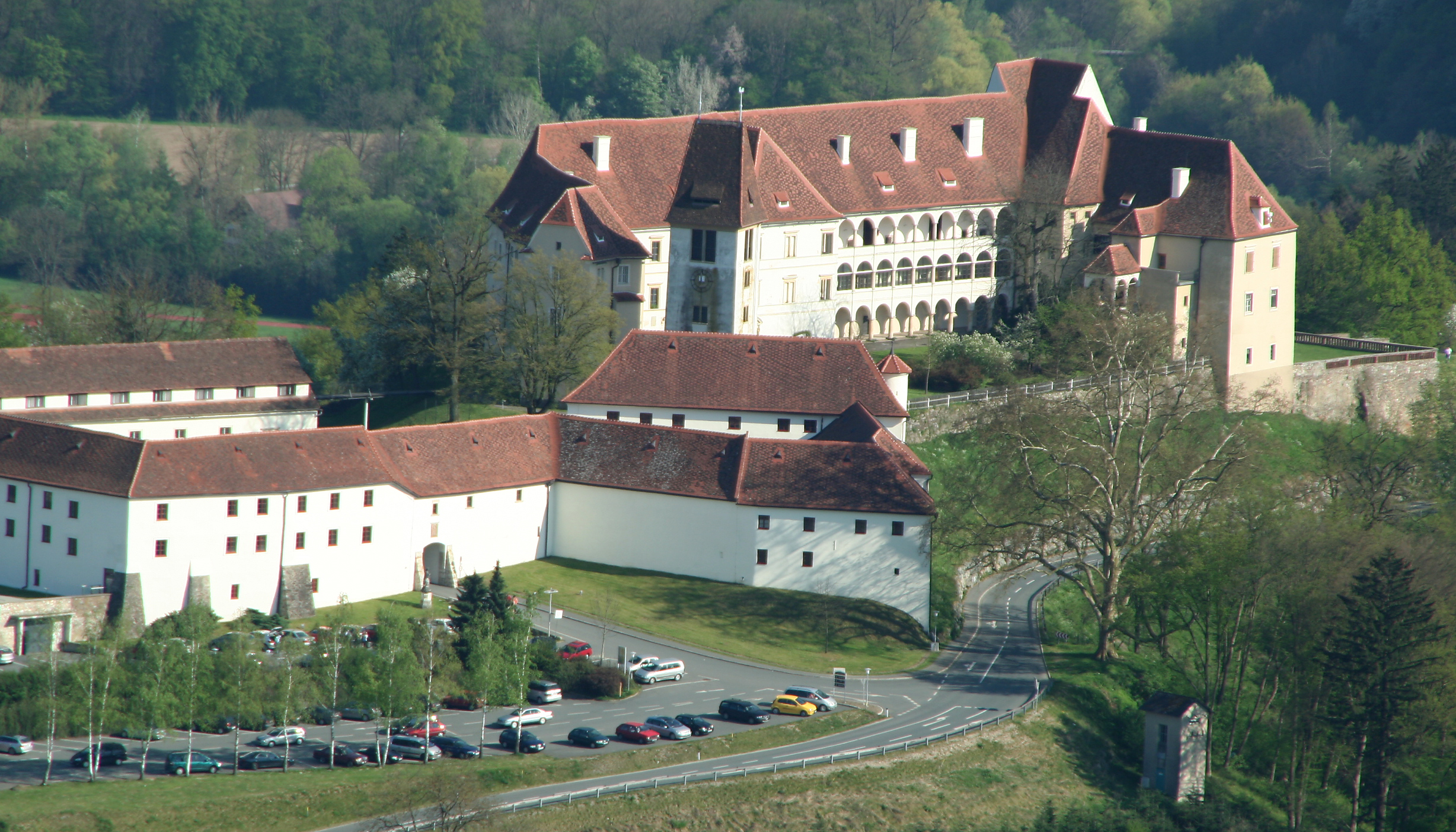
Schloss Seggau von der Kreuzkogelwarte
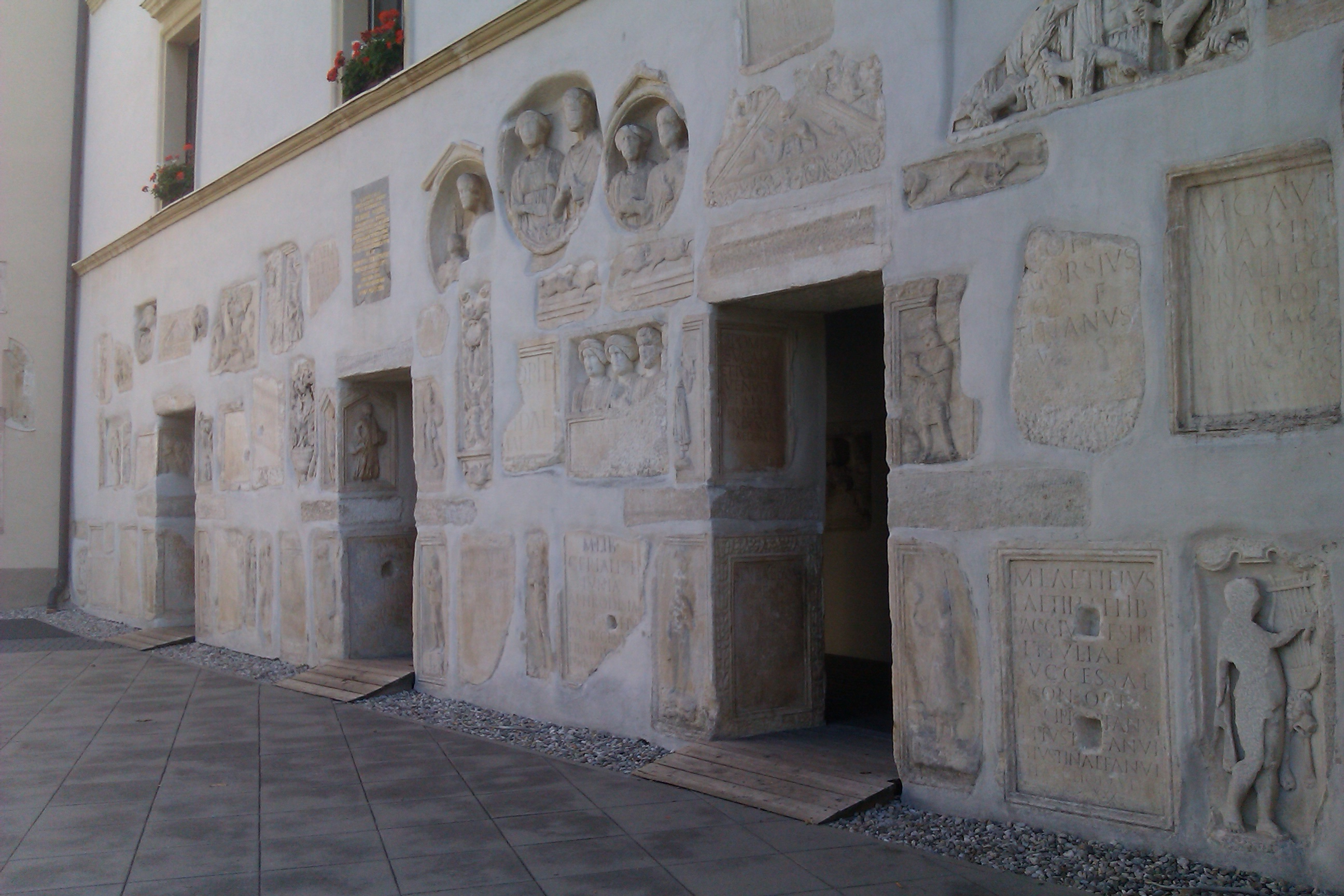
Mauer mit Römersteinen (Lapidarium)
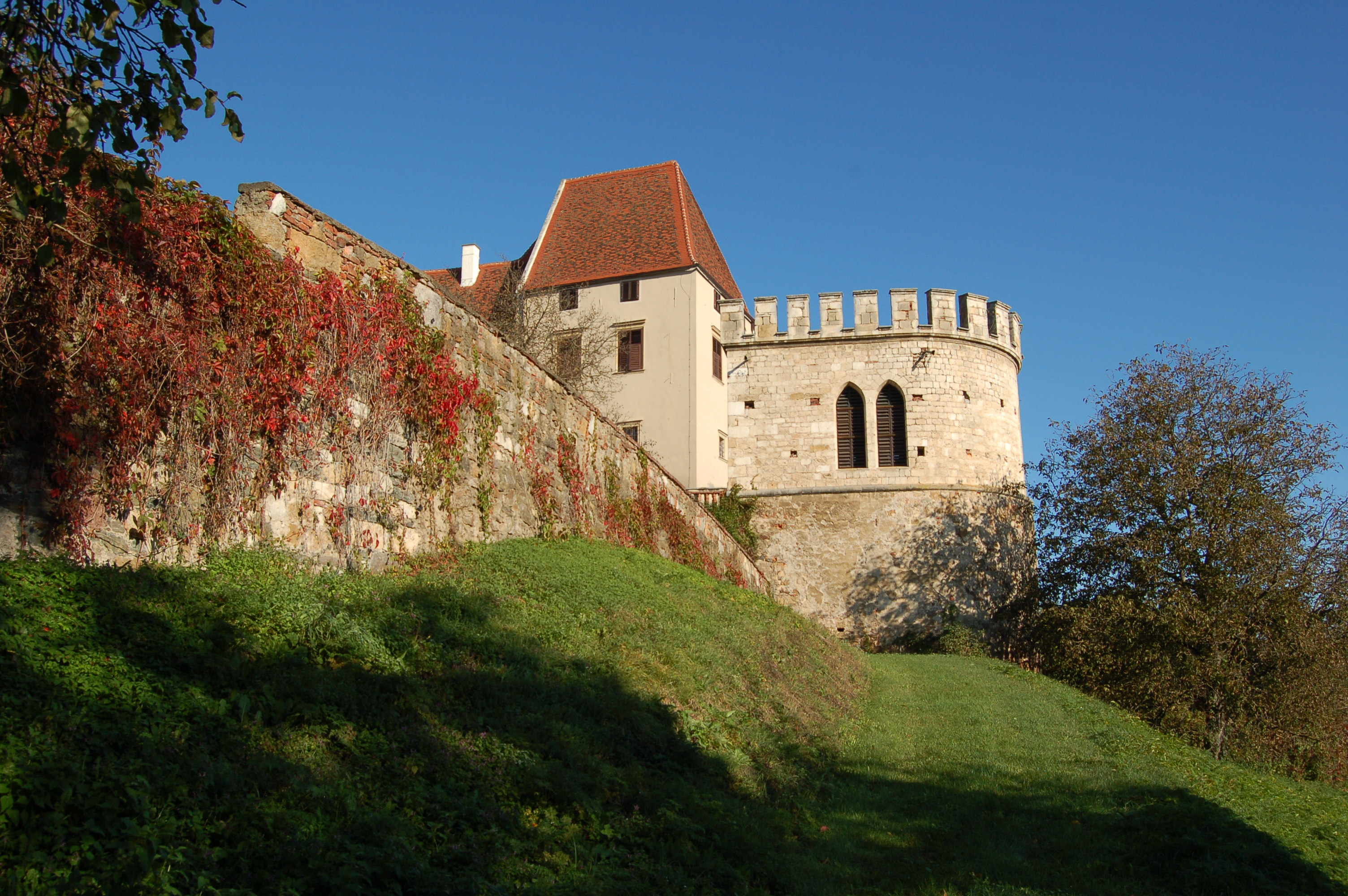
Mauern und Bastei der Befestigungsanlage
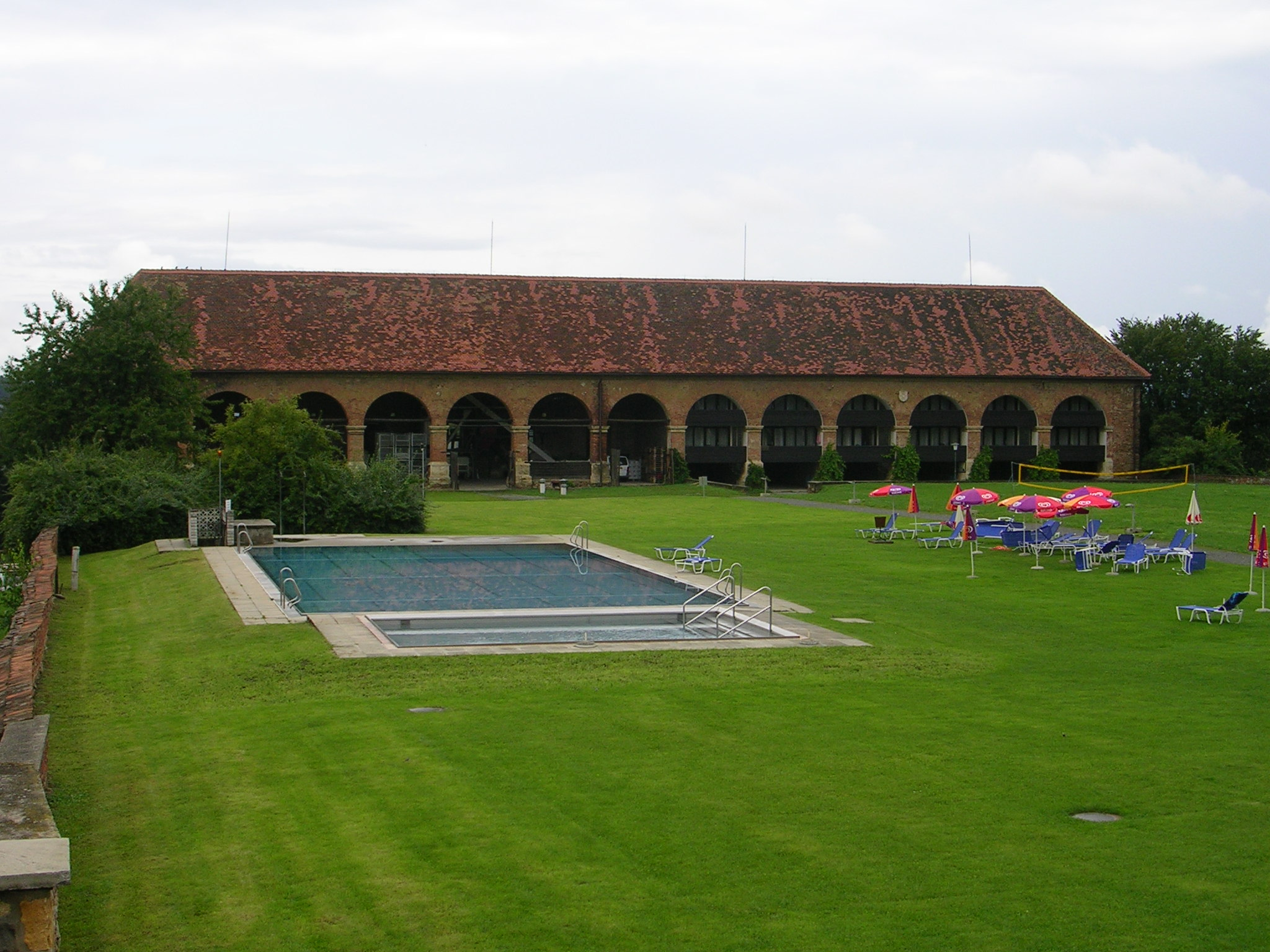
Garten mit Gartenhalle/Orangerie
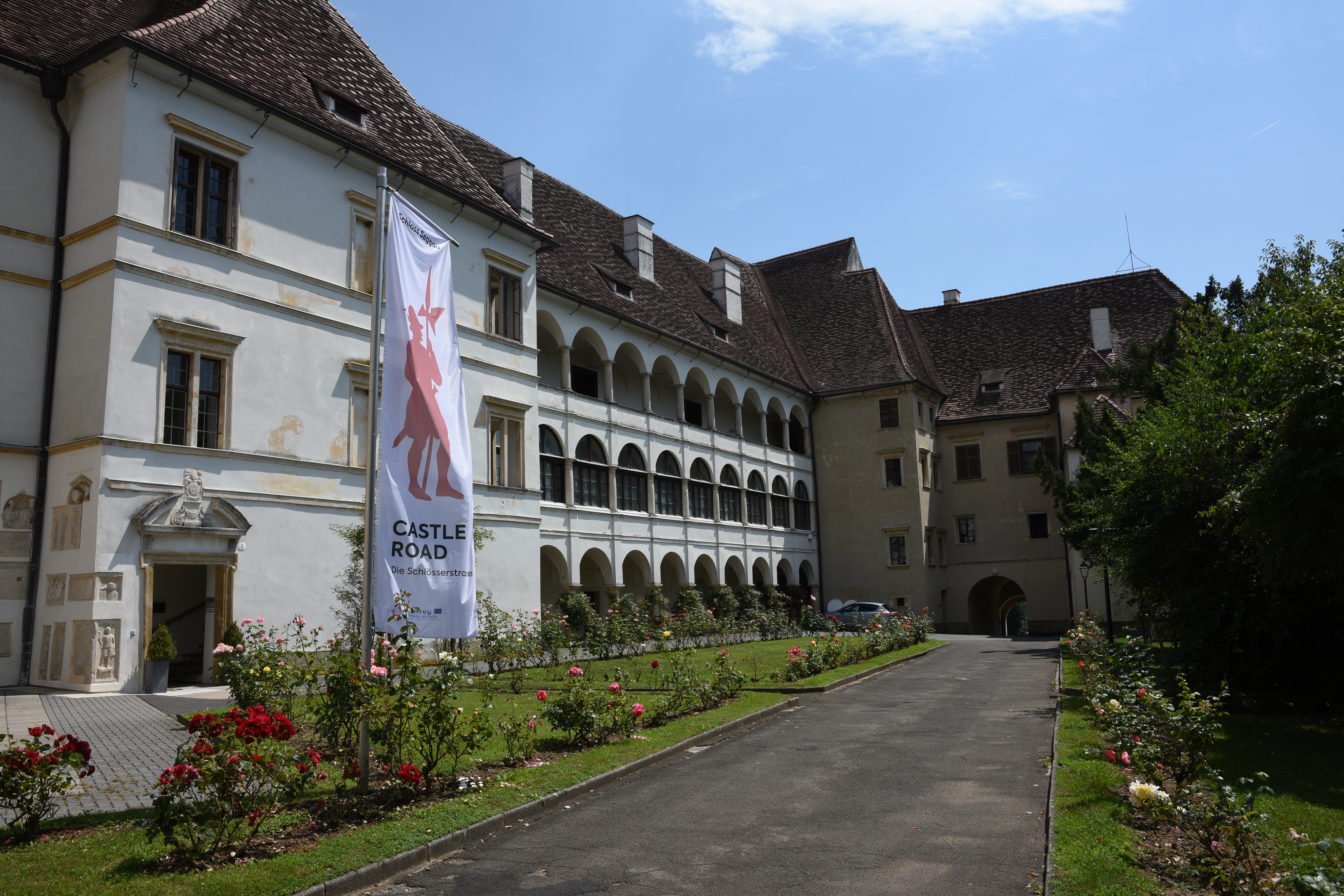
Innenhof
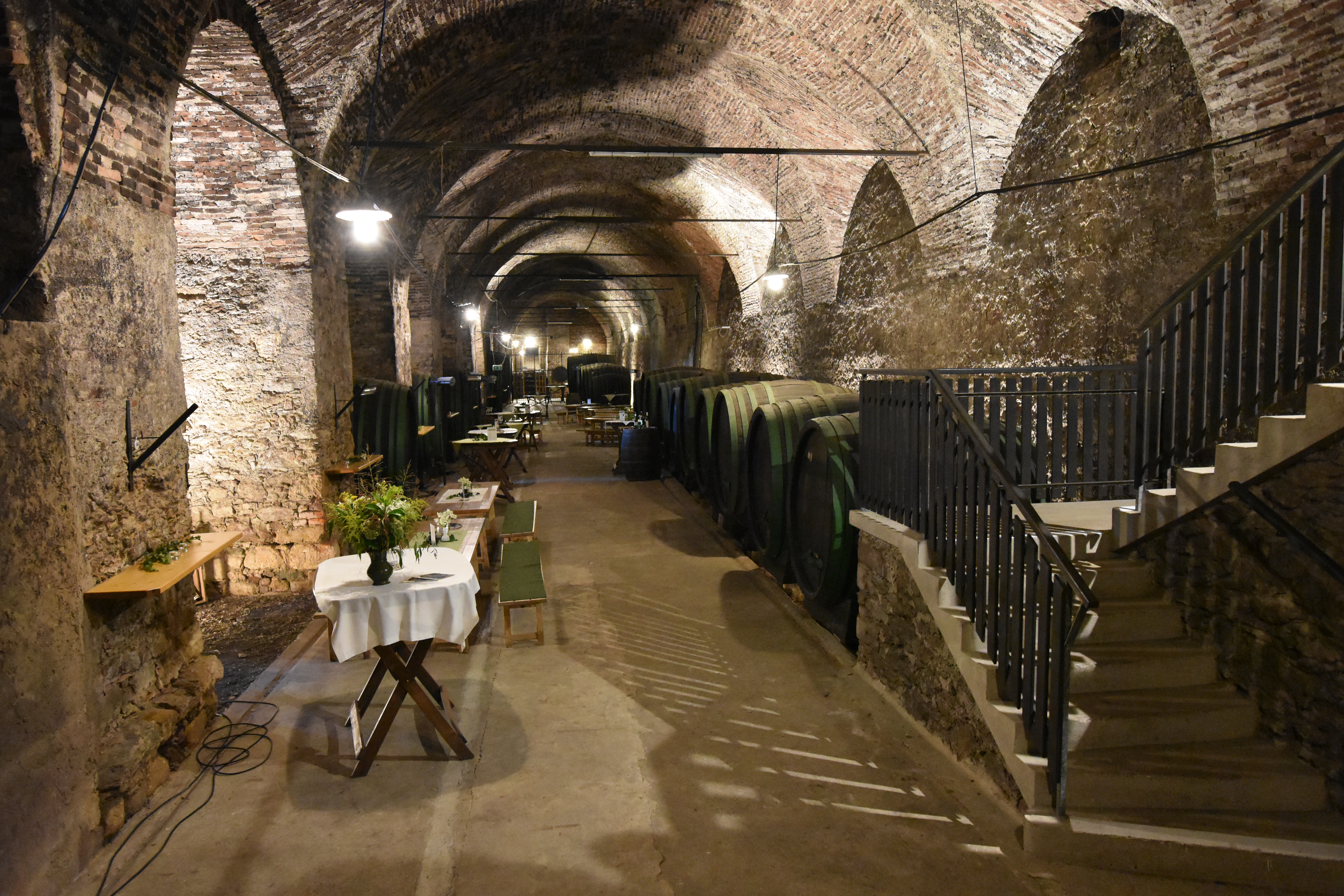
Weinkeller
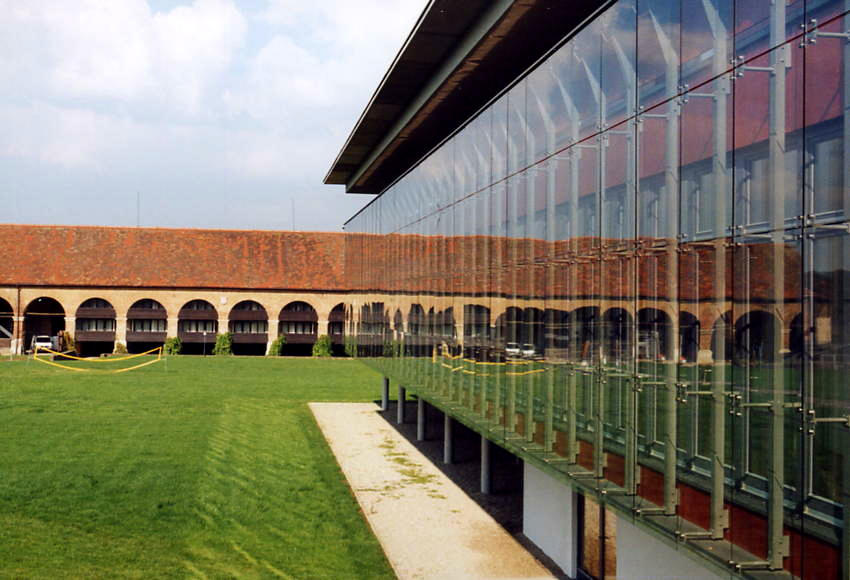
Alt und neu
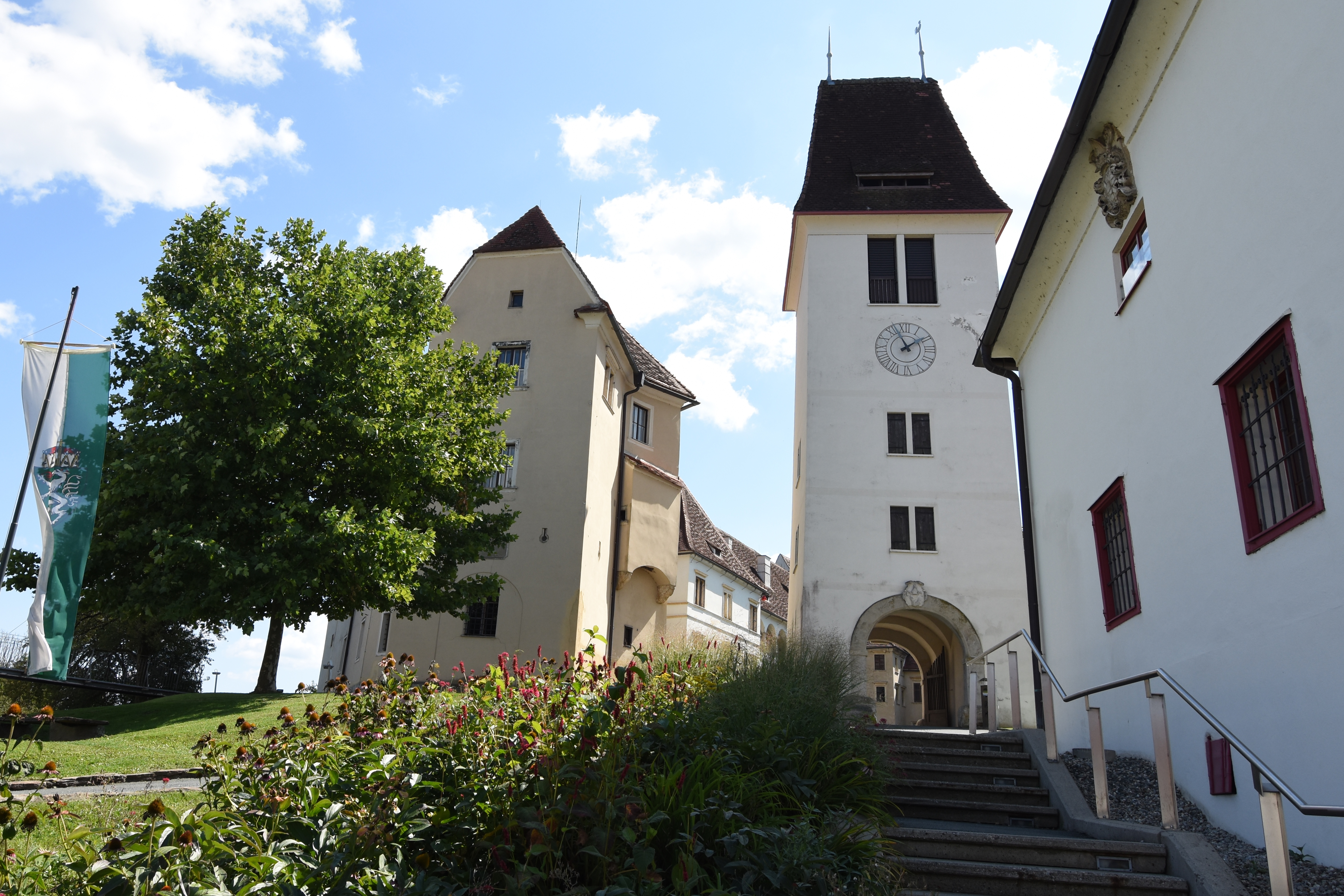
Oberschloss
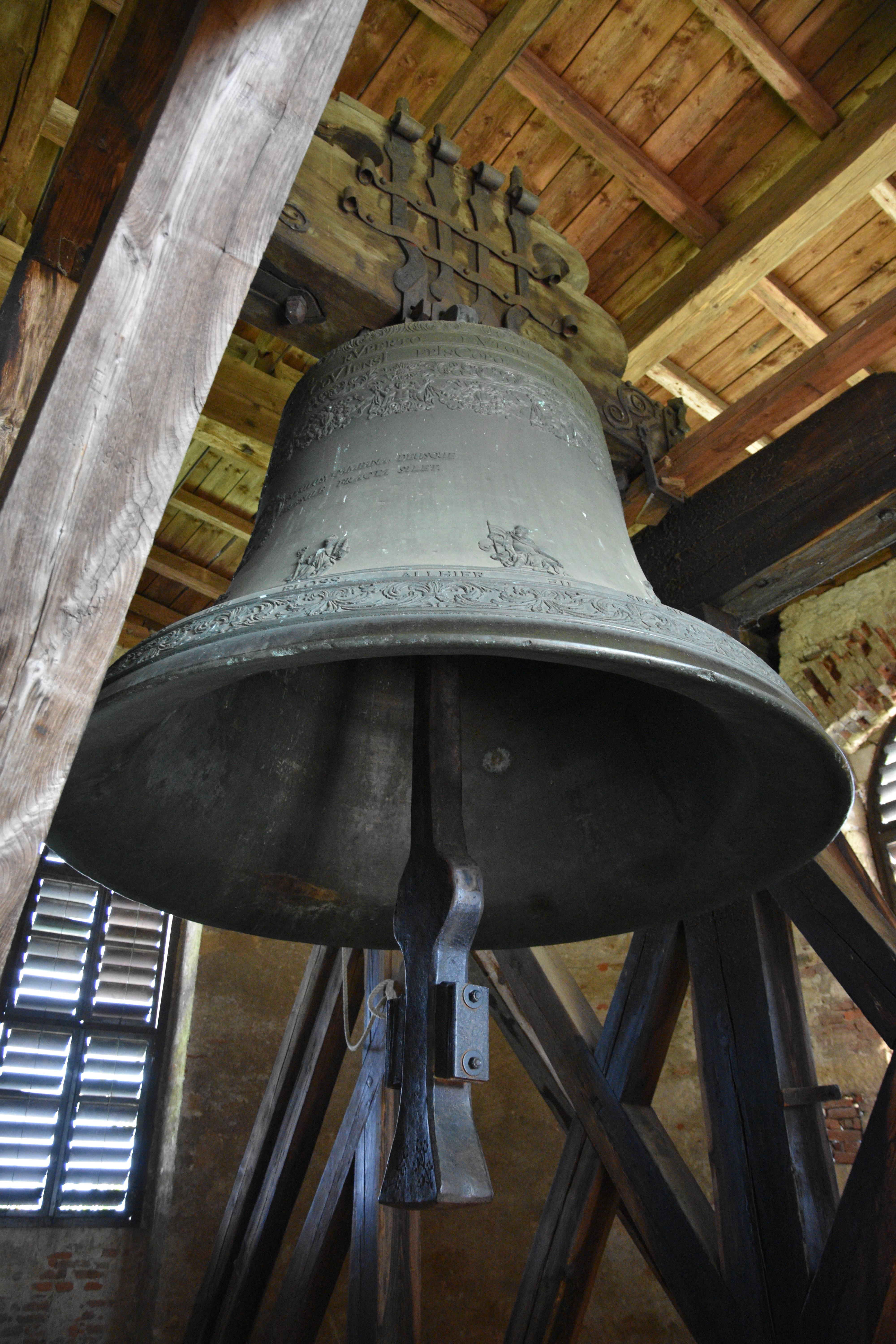
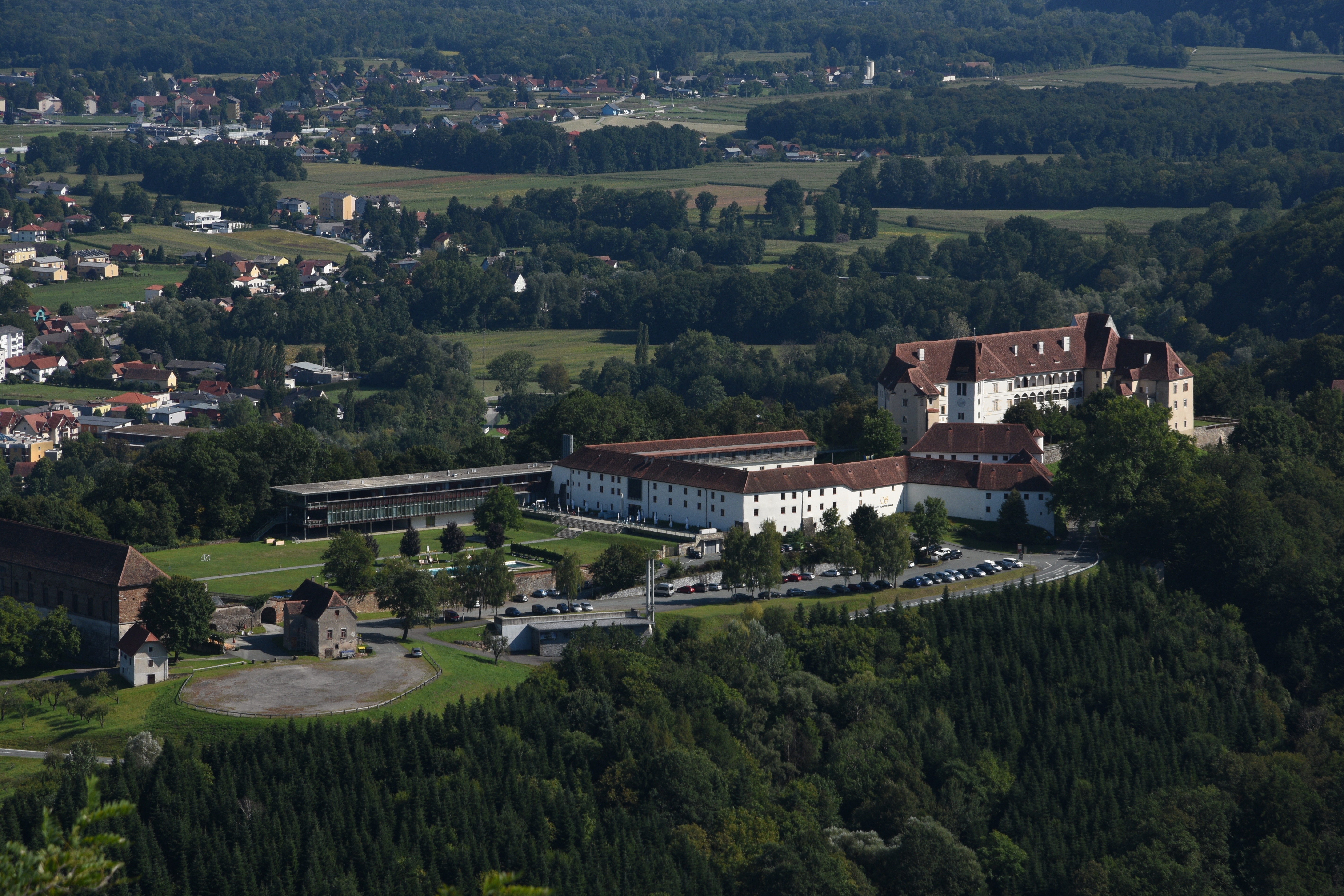
Blick auf Schloss Seggau
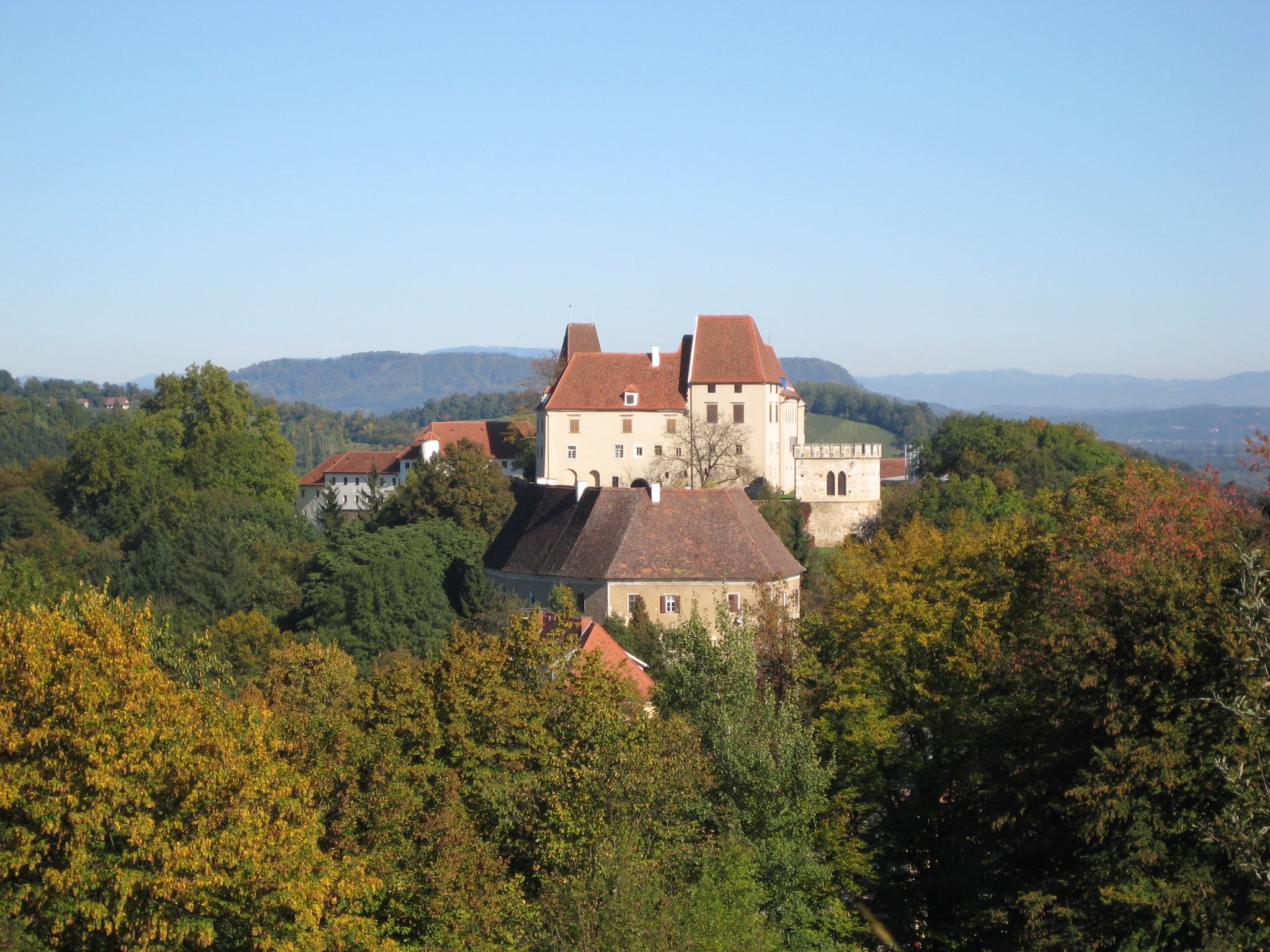
Blick auf Schloss Seggau